# Movimento Gen

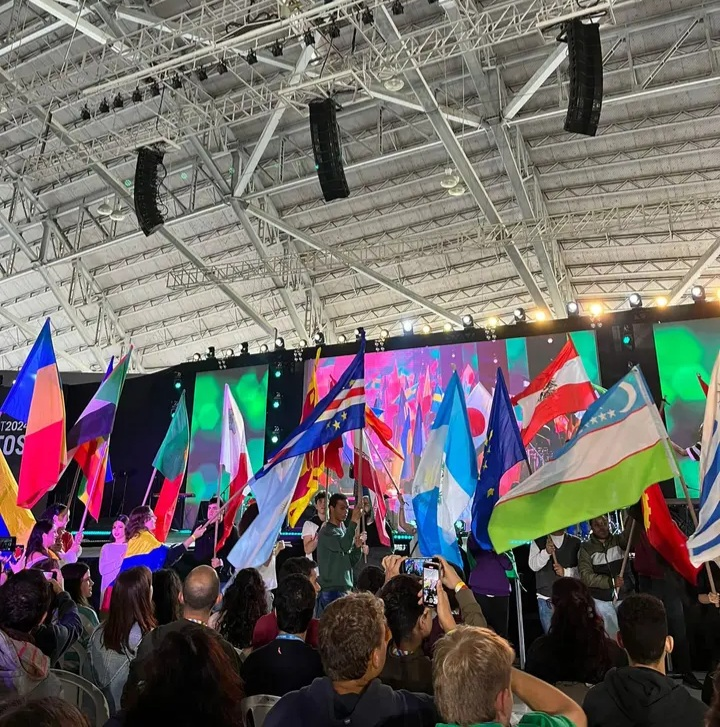
Giovani del Movimento Gen al raduno mondiale, noto come GenFest

 Il Movimento Gen (Generazione Nuova) è l'espressione giovanile del Movimento dei Focolari, nato sull'onda della mobilitazione giovanile della fine degli anni sessanta, oggi presente in oltre un centinaio di nazioni. Basato sugli ideali di unità e fratellanza universale, è stato fondato da Chiara Lubich ufficiosamente il 15 Marzo 1967 con la pubblicazione della omonima rivista "Gen". Nato come movimento cattolico laicale, ancor oggi presenta una grande componente di cattolici ma ha forti legami e membri di altre denominazioni cristiane, altre religioni e non credenti.

## Il Movimento
Gen è stato un termine coniato per esprimerne e sintetizzarne le caratteristiche: significa "Nuova Generazione", perché giovane e con le novità della generazione successiva. Per semplicità, tra loro la divisione è in giovani (gen 2, più o meno considerabili con il periodo universitario, fino ai 30 anni), ragazzi (gen 3, più o meno considerabili tra medie e superiori) e bambini (gen 4 più o meno nella fascia delle scuole elementari). Chiara Lubich fondò il movimento spinta dalla seconda generazione del Movimento dei Focolari (ovvero quella nata nell'immediato dopoguerra) di poter vivere l'Ideale proposto dalla Lubich come giovani. Chiara stessa aprì la prima edizione della rivista "Gen" scrivendo:
Il movimento, composto inizialmente da giovani tra i 15 e i 30 anni, si espanse molto rapidamente nel seno della contestazione giovanile mondiale, caratterizzato per la sua chiamata ad una rivoluzione diversa da quelle autoritarie, anarchiche o comuniste. La fondatrice del Movimento dei Focolari lavorò a stretto contatto con i giovani del Movimento Gen alle porte del Sessantotto con un obiettivo duale: unire i giovani che ruotavano attorno al Movimento dei Focolari frementi per una "rivoluzione" come i loro coetanei, e per passare il testimone che la 23enne Lubich aveva scelto come chiamata: "Che tutti siano uno". Dall'adesione di migliaia di giovani di tutto il mondo a questo programma in tempo breve ha preso vita la cosiddetta "generazione nuova" del Movimento dei Focolari: i "Gen".
La vicinanza di Chiara con più giovani possibili, costruendo sia relazioni epistolari o quando possibile di dialogo, ha reso la espressione giovanile del Movimento dei Focolari vicinissima alla frangia adulta, evitando le frammentazioni presenti in altre realtà di quegli anni. Da questo rapporto di fiducia negli anni '70 pure i ragazzi delle superiori e delle medie si unirono, creando prima i gen3 (letteralmente la terza generazione del Movimento dei Focolari), per poi integrare anche i bambini sotto il nome di gen4 e gen5. Vista la peculiarità di essere una vocazione determinata in una fascia d'età, dalla generazione del dopoguerra a quelle successive un continuo passaggio di "testimone" caratterizza la vita nel Movimento Gen. Il boom di aderenti degli anni '80 e '90 fu una espansione per cui decine di migliaia di giovani in tutto il mondo ne entrarono a far parte, tra cui la beata Chiara "Luce" Badano. Per poter espandere l'Ideale anche a chi si sentiva simpatizzante ma non aderente, i gen sono divenuti nel tempo animatori del più vasto Movimento "Giovani per un mondo unito", costituito ufficiosamente nel 1985, il quale si propone di incidere nella sfera sociale promuovendo i principi di unità, di pace e fraternità universale. Dall'esperienza Gen nascono i complessi internazionali Gen Rosso e Gen Verde, che hanno la loro sede a Loppiano.
I membri del movimento, chiamati semplicemente gen, si formano in congressi locali ed internazionali. Periodicamente, alla luce della chiamata all'unità e alla fraternità universale, si svolgono congressi locali, internazionali e manifestazioni mondiali per tutte le fasce d'età, notoriamente per i giovani l'evento principale è il Genfest (Gen Festival), che nelle prime edizioni si erano svolti in concomitanza con le prime Giornate mondiali della gioventù.

## Pensiero
Il Movimento Gen è fondato come il Movimento dei Focolari sull'Ideale: la realizzazione dell'Unità dei singoli, dei gruppi e dei popoli, accogliendo ogni sofferenza e abbandono per preservare e sospingere il fuoco d'Amore reciproco che la genera. Questa definizione è chiaramente legata a doppio filo alle "due facce della stessa medaglia" che definiscono "lo scopo che nessuna bomba può far crollare" che Chiara Lubich e le sue prime compagne, allora ventenni, tenevano al centro della loro vita sotto i bombardamenti della Seconda Guerra Mondiale: essere Uno (Gv 17:21) e amare l'Abbandonato (Mt 27:46). 
Chiara propose al Movimento Gen una visione singolare (in forma, non in sostanza) dell'Amore concretizzabile come proprio modo di vivere attraverso la cosiddetta "Rivoluzione Arcobaleno":
Chiara diede ai gen una semplice rappresentazione in 7 colori per simboleggiare l'applicazione dell'Amore ai diversi aspetti della vita quotidiana. Ognuno dei colori è pensato per poter essere vissuti nella sfera personale, ma la prospettiva comunitaria caratterizzante l'Ideale di Chiara lo vede specialmente applicabile a livello di gruppo (specialmente nei gruppi gen locali di almeno 2 giovani, chiamati "unità gen"). La ripartizione per aspetto concreto è riportato qui di seguito:
- Rosso: la comunione (dei beni e delle esperienze), l'economia ed il lavoro;
- Arancio: la divulgazione della spiritualità dell'Unità;
- Giallo: il rapporto con Dio (o con il trascendente) e la vita spirituale;
- Verde: la salute fisica, la natura e l'ecologia;
- Azzurro: l'arte, l'ordine, l'armonia e la cura degli ambienti;
- Indaco: lo studio e la ricerca della sapienza;
- Violetto: comunicazione e mass media.

A questi 7 colori originali nel tempo venne aggiunto l'8vo, il nero, che è mirato alle problematiche della realtà socio-politica. Nelle unità gen è normale inoltre trovare un/una gen che prende il colore "bianco", che è il/la gen che si assume la responsabilità di fare da perno per il gruppo garantendone la coesione. Chiaramente la ripartizione apparentemente semplice qui descritta è ben più profonda per i gen del secolo scorso e di oggi, ma non in termini di complessità organizzativa ma come risultato di un discernimento individuale e collettivo. Dalla applicazione di vivere l'Ideale, oltre i tecnicismi di forma, Chiara sottolineava una caratteristica risultante:
Ancora oggi altre realtà riconoscono questo tratto distintivo, spesso rimarcandolo in battute. Chiaramente una dichiarazione così forte ha creato false aspettative in alcuni.
Il pensiero duale di unità universale e centralità dell'amore oltre l'abbandono, cardine della realtà del Movimento Gen come nel Movimento dei Focolari, producono una compenetrazione nell'azione di realizzazione dell'Ideale. Ad esempio:
- Secondo Dialogo del Movimento dei Focolari (dialogo ecumenico fra i cristiani per la risanazione degli scontri e divisioni fra Cattolici, Protestanti e Ortodossi. In Occidente si riunisce nella rete intitolata "Insieme per l'Europa", di cui molti gen cristiani ne fanno parte)
- Terzo Dialogo del Movimento dei Focolari (dialogo ecumenico fra credenti di diverse religioni, in Italia specialmente fra cristiani, musulmani ed ebrei. Molti gen credenti ne sono partecipi)
- Quarto Dialogo del Movimento dei Focolari (dialogo tra credenti, agnostici e atei; i gen non credenti ne sono spesso partecipi e promotori)
- Quinto Dialogo del Movimento dei Focolari (dialogo sulla applicazione dell'ideale nel mondo professionale o formativo di cui si fa parte, nato dal Movimento Gen)
L'ultimo, in quanto incentrato sul lavoro e lo studio, si è rapidamente sviluppato fra i gen formando delle "inondazioni per "inondare il presente d'Amore". "Divisi" professionalmente, i primi progetti sono iniziati dopo il Genfest 2018 come "Pathways for a United World", susseguite dopo il Genfest 2024 in 8 "CommUnity" mondiali (es. Economia&Lavoro, Educazione&Ricerca, Dialogo&Intercultura, ...), il cui tracciato guida è stato portato ai rappresentanti degli Affari della Gioventù delle Nazioni Unite.

## Ragazzi e Bambini
Se per i giovani, in quanto maggiorenni, la vita di unità e l'applicazione del pensiero descritto in precedenza è in comunione con la comunità del Movimento dei Focolari locale, allo stesso tempo può non richiedere la presenza di assistenti. Per i ragazzi (gen3) e per i bambini (gen4), chiaramente delle persone di riferimento, tanto i giovani (gen2), che le loro famiglie e i membri consacrati del Movimento in cordata insegnano gli ideali di fratellanza, pace ed unità, rispettivamente:
Gen 3: costituita dai ragazzi dagli 9 ai 17 anni. Approfondiscono la spiritualità dell'unità di Chiara Lubich, attuano lo scambio di esperienze di vita in incontri di piccoli gruppi (le unità) e di dimensioni più grandi (congressi internazionali e mondiali). Si suddividono in: 
- Gen3 junior, che vanno dai 9 ai 12 anni
- Gen3 senior,  dai 13 ai 17 anni, i quali sono gli animatori del movimento "Ragazzi per l'Unità" e promuovono numerose iniziative con l'aiuto di familiari e di altri membri del Movimento Gen.

Esempi di attività portate avanti dai gen3 sono "Schoolmates", una rete tra le scuole del nord e sud del mondo con borse di studio in favore dei ragazzi dei Paesi più svantaggiati. "Run4unity" una staffetta sportiva mondiale con la quale oltre 100.000 ragazzi di culture e religioni diverse corrono in vari punti del mondo tra le 12 e le 13, passandosi il testimone al passare dei fusi orari, per esprimere il loro impegno nella realizzazione di un mondo unito. "ColorAMO la città", per colorare attraverso l'amore vissuto che genera fraternità, i quartieri nei quali vivono iniziando da quelli nei quali sofferenza, povertà e solitudine.
In Italia viene redatto un bimestrale dai ragazzi stessi intitolato "Teens".
Gen 4: sono bambini dai 4 agli 8 anni. Viene insegnato loro a "vivere l'Arte di Amare", traducibile nell'"amarsi a vicenda", "amare per primi", "amare il nemico", "amare il tuo prossimo, chiunque esso sia" e "vedere Gesù nell'altro". Insieme ai ragazzi e ai giovani del Movimento promuovono diverse iniziative a sostegno del mondo unito, attraverso giochi come il "Dado dell'Amore" (Ogni mattina il gen4 può lanciare il dado e cercare di compiere l'azione raffigurata nella faccia vincente per tutto l'arco della giornata) e varianti per viverlo con altri bimbi come quello della Pace e dello Sport. I gen4 inoltre propongono raccolte fondi per altri bambini in situazioni di sofferenza o povertà come "Hanno sloggiato Gesù", vendendo Gesù bambini in gesso attorno a Natale.
In Italia viene redatto un mensile per loro intitolato "Giornalino Big – Bambini in gamba".
Gen 5: vi fanno parte bambini sotto i 4 anni. Per l'età chiaramente nessuna formazione o attività è presente se non apprendere l'arte di Amare dai "fratelli maggiori" gen4, ai quali Chiara disse "Questi bambini sono affidati a voi: dovete crescerli, farli giocare, insegnare l’Ideale, insegnare ad amare […]. Capiscono quello che vedono, e se voi vi comportate bene e amate, loro imparano e dicono: “Ah, bisogna amare” e allora amano anche loro…».
Oltre a questi appena descritti, vi sono libri e programmi realizzati per le varie fasce d'età più specifici nel tema della crescita, un esempio recente è il programma Up2Me indirizzato alla formazione all'affettività e alla sessualità.

## Membri proposti per Santità
Nonostante la brevità del Movimento Gen, alcuni dei membri cattolici sono stati proposti al Dicastero della Cause dei Santi, notoriamente Chiara "Luce" Badano, beatificata nel 2010, e Santa Scorese, il cui omicidio ha contribuito ad aprire la strada all'articolo 612 bis del Codice penale, noto come "reato di stalking".

### Beati
- Chiara Badano [Luce] – (1971–1990), di Sassello;[38] dichiarata beata il 25 Ottobre 2010.

### Venerabili
- Maria Orsola Bussone – (1954–1970) di Vallo Torinese; dichiarata venerabile il 18 Marzo 2015.
- Daniela Zanetta – (1962–1986), di Novara; dichiarata venerabile il 23 Marzo 2017.

### Servi di Dio
- Alberto Michelotti[39] (1958–1980) e Carlo Grisolia [Vir][40] (1960–1980) di Genova; processo di beatificazione aperto in concomitanza, primo caso per due amici.
- Maria Cecilia Perrin de Buide[41] – (1957–1985), di Bahia Blanca  (Argentina);
- Santa Scorese – (1968–1991) di Bari, vergine e martire.